# 瓦尔利奥纳

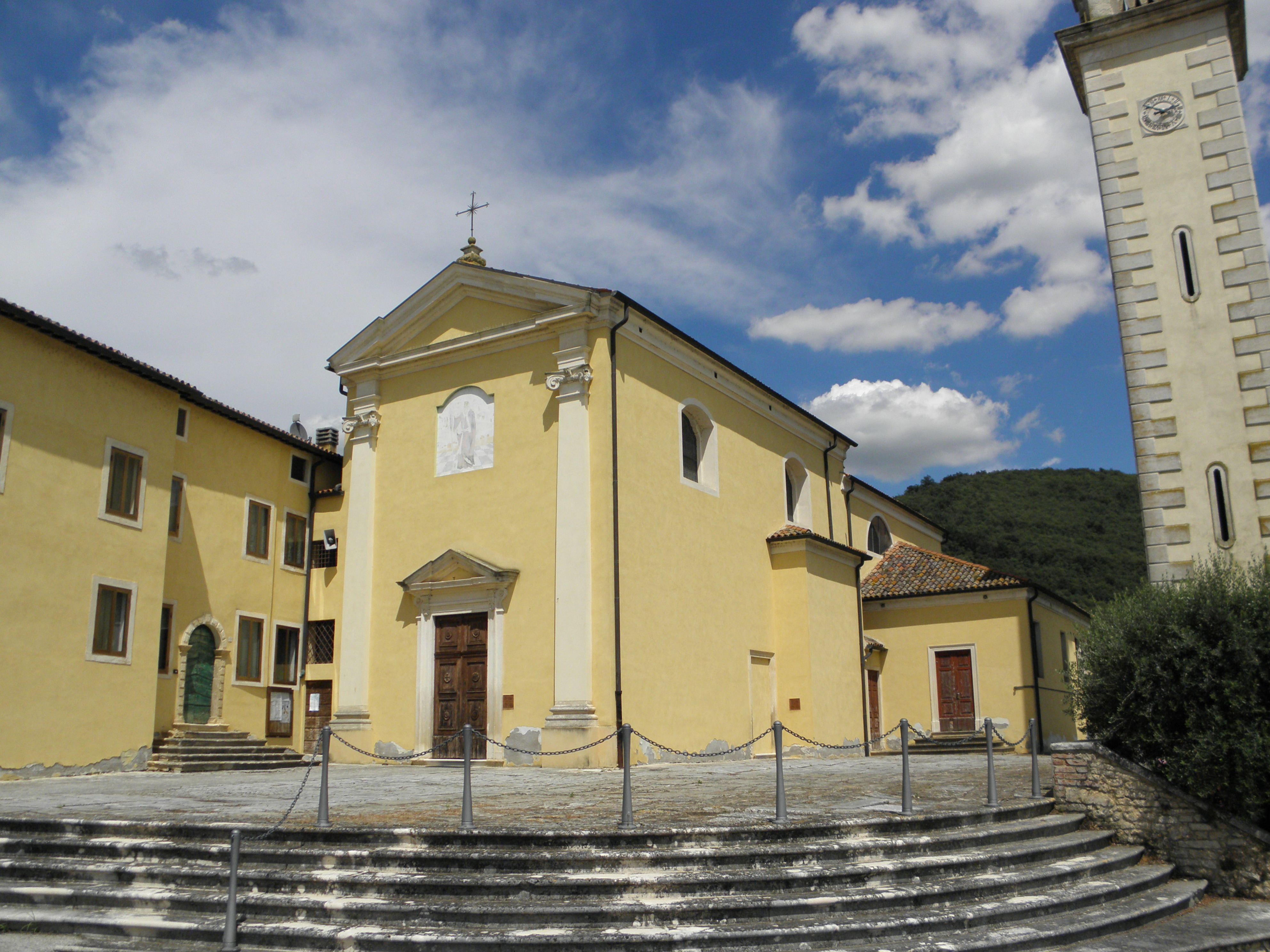
圣杰尔马诺-代贝里奇教堂

瓦尔利奥纳（義大利語：Val Liona）是意大利威尼托大区維琴察省的市镇。市镇面积为27.85平方公里，2017年人口数量为3,047人。
该市镇设立于2017年2月17日，由格兰科纳和圣杰尔马诺-代贝里奇两市镇合并而成。